# 紫陽花 (柴咲コウの曲)
『紫陽花』（あじさい）は柴咲コウの配信限定シングル

## 概要
配信限定シングルとしては、2022年の『TRUST』より約2年振りとなり、『響宴』リリースに先駆けて、先行シングルとして本作がリリースされた。
本作は、江戸後期に長崎出島のオランダ商館に医師として来日したシーボルトと日本人妻のお滝の史実に基づく物語をモチーフに制作された楽曲であり、ボカロPである“⌘ハイノミ”が作曲を担当、作詞も⌘ハイノミに加えて、吉田雄生と柴咲本人も参加した共同作となった。
リアルサウンドでは、本作のアレンジに関して「強くしなやかなビート、ノスタルジックな木琴の音色、鋭利なストリング系の音などを配置したサウンドでは、懐かしさと斬新さが上手く絡み合っている。このスタイルはおそらく、柴咲自身の現在の志向ともリンクしているのだろう。」と評しており、また、ボーカルスタイルに関してはリアルサウンドにて凛とした意思と儚い叙情性を同時に感じさせるようなボーカルと評されており、歌詞の節回しに関しても独特かつ唯一無二の表現がなされているのだと言う。
タイトルにある「紫陽花」は柴咲自身が好きな花であると言い、そこに自然と人との共存、生命のつながりといった普遍的なテーマも込められているのだと言う。
本作のリリース後の11月9日にショート・クリップ映像がYouTubeのレトロワch.にて公開されており、アニメーションでの構成がなされている。内容としては、一度枯れても水を与えることで再び蘇る紫陽花の生命力を神秘的に捉え、描かれたものとなっており、イラストレーターの水上里菜の手によって全編に渡って手書きで描かれており、約1ヶ月もの制作期間を要して描かれたイラスト数は約280枚にも及んだのだと言う。

## 収録曲
1. 紫陽花
作詞：柴咲コウ・⌘ハイノミ・吉田雄生 / 作曲：⌘ハイノミ / 編曲：⌘ハイノミ

## 収録アルバム
- 『饗宴』